# Il Grande Mazinga contro Getta Robot G
Il Grande Mazinga contro Getta Robot G - Violento scontro nei cieli (グレートマジンガー対ゲッターロボＧ 空中大激突,?, Great Mazinger tai Getter Robot G Kūchū daigekitotsu) è un cortometraggio d'animazione del 1975 diretto da Masayuki Akehi.
Film basato sulle serie TV Grande Mazinga e Getter Robot G, entrambe ideate dal celebre mangaka giapponese Gō Nagai. Uscì in Giappone il 26 luglio 1975, e fa parte di una serie di mediometraggi prodotti dalla Toei Animation tra il 1973 ed il 1976, tutti tratti da anime basati su soggetti di Go Nagai.

## Trama
Un misterioso nemico alieno attacca di sorpresa sia la Fortezza delle Scienze che il laboratorio del dottor Saotome, e solo il sacrificio di Musashi consente agli altri di scampare al pericolo. Ma non c'è tempo per piangere l'amico scomparso, perché il nemico torna ad attaccare più forte di prima. La squadra Getta trova però la forza di reagire grazie al nuovo Getta Robot G, ed anche il Grande Mazinga stavolta può avvalersi di una nuova formidabile arma, il Great Booster. Insieme, i due robot riusciranno così a prevalere sul nemico comune e a vendicare il compagno caduto sul campo.

## Distribuzione

### Edizione italiana
In Italia ne uscì una prima versione come primo episodio del film di montaggio Gli UFO Robot contro gli invasori spaziali, distribuito nelle sale italiane nel 1979.
Nel 1998 la Dynamic Italia lo ha pubblicato in VHS nella sua forma originaria con due diversi doppiaggi, uno con i nomi già utilizzati nell'edizione televisiva italiana delle due serie, e l'altro con i nomi originali dell'edizione giapponese. È stato poi ripubblicato in DVD e Blu-ray Disc da Yamato Video nel 2015.